# Relic Hunter – Die Schatzjägerin
Relic Hunter – Die Schatzjägerin ist eine Fernsehserie mit der US-Schauspielerin Tia Carrere. Nach drei Staffeln wurde die Produktion eingestellt, die letzte Folge der dritten Staffel hat jedoch ein offenes Ende. Alle Staffeln wurden in Deutschland bei ProSieben gezeigt und sind in Deutschland verfügbar.

## Handlung
Geschichtsprofessorin Sydney Fox und ihr Assistent Nigel Bailey jagen auf der ganzen Welt historischen Artefakten hinterher. Dabei geraten sie oft mit rivalisierenden Schatzjägern aneinander. In den ersten beiden Staffeln werden sie von ihrer Sekretärin Claudia unterstützt, die aber in der dritten Staffel durch Karen ersetzt wird. 

## Figuren

### Sydney Fox
Sydney Fox, oft auch nur Syd genannt, ist eine absolute Powerfrau mit viel Selbstvertrauen und Mut. Sie beherrscht verschiedene Kampfsportarten, ist jung, attraktiv, sportlich und weiß sich zu verteidigen. Es kommt oft vor, dass sie ihren Assistenten und Partner Nigel aus gefährlichen Situationen retten muss. Sie wurde auf Hawaii geboren und hat Freunde auf der ganzen Welt, die oft ihre Hilfe in Anspruch nehmen. Sie hat viele Liebhaber, die ihr und ihrem Partner öfter auf Reisen begegnen, aber selten längerfristige Beziehungen.
Ihre Mutter ist schon früh verstorben, doch ihr Vater lebt noch. Sie ist Geschichtsprofessorin an der Universität Toronto (Kanada) und wird immer wieder von privaten Sammlern und staatlichen Stellen engagiert, um nach verschwundenen Relikten auf der ganzen Welt zu suchen. Sie ist sozusagen der weibliche Indiana Jones.

### Nigel Bailey
Nigel Bailey kommt ursprünglich aus England und stammt aus der gehobenen Mittelschicht. Er hat einen Bruder, Preston, mit dem er sich allerdings nicht sehr gut versteht, da Preston immer versucht besser zu sein als Nigel. Als dieser die Stelle annahm, ahnte er nicht, dass er mit seiner Chefin an exotische Schauplätze reisen und gefährliche Abenteuer erleben würde. Nigel ist sehr höflich, jung, attraktiv, freundlich, respektvoll gegenüber Frauen, und manchmal auch sehr unbeholfen und tollpatschig. Er ist sehr intellektuell, klug und verlässt sich gerne auf seine Bücher. Er hat seinen Abschluss an der Stanford University gemacht. Zwischen ihm und Sydney herrscht nicht die typische Rollenverteilung, da er oft von ihr gerettet werden muss und sie die Rolle des starken Beschützers übernimmt. Zwischen Nigel und Sydney herrscht aber eine gewisse Spannung. Im Verlauf der Serie ist deutlich erkennbar, dass Sydney und Nigel sich immer näher kommen. Nigel wird auch klar, dass er mehr als nur Freundschaft für Sydney empfindet.

### Claudia
Claudia arbeitet im Büro von Sydney Fox und bekam diesen Job nur, weil ihr Vater ein bedeutender Spender der Universität ist. Sie studiert an der Uni in Toronto, interessiert sich aber wenig für Geschichte. Ihre Hauptinteressen liegen bei Mode, Make-up, Party und Männern. Sie ist jung, attraktiv, sehr oberflächlich und auch etwas dümmlich. Sie probiert aber auch gerne etwas Neues aus, beispielsweise interessiert sie sich einmal für Reinkarnation oder probiert die Gothic-Szene aus. Sie und Nigel necken sich sehr gerne und gehen sich nicht selten auf die Nerven, da sie des Öfteren nicht einer Meinung sind.

### Karen Petrusky
Karen übernimmt Claudias Job, nachdem diese ihr Studium beendet hat. Sie ist eine attraktive, taffe, kluge junge Frau.

### Weitere Rollen
In weiteren Rollen, meist nur in einzelnen Episoden, sind u. a. auch die deutschen Schauspieler Steven Gätjen, Thomas Kretschmann oder Ralf Moeller zu sehen.

## Synchronisation
Die deutsche Synchronisation übernahm die Arena Synchron GmbH unter der Dialogregie von Boris Tessmann, der auch die Dialogbücher schrieb.
| Rolle                      | Darsteller       | Synchronsprecher                                         |
| -------------------------- | ---------------- | -------------------------------------------------------- |
| Sydney Fox                 | Tia Carrere      | Maud Ackermann (Staffel 1) Ghadah Al-Akel (ab Staffel 2) |
| Nigel Bailey               | Christien Anholt | Simon Jäger (Staffel 1) Norman Matt (ab Staffel 2)       |
| Claudia (Staffel 1–2)      | Lindy Booth      | Carola Ewert                                             |
| Karen Petrusky (Staffel 3) | Tanja Reichert   | Gundi Eberhard                                           |

## Ausstrahlung in Deutschland
Die Serie wurde auf ProSieben ausgestrahlt. Zunächst Sonntagnachmittag nach Jake 2.0, ab Mitte März 2006 samstags 18 Uhr.

## Auszeichnungen (Auswahl)
- 2002 wurde Donald Quan für die beste Originalmusik bei den Gemini Awards nominiert.